# Laurent Monsengwo Pasinya
Laurent Monsengwo Pasinya (Mongobele, 7 de outubro de 1939 – Paris, 11 de julho de 2021) foi um cardeal congolês e Arcebispo emérito de Kinshasa. Tornou-se cardeal em 2010. Foi amplamente reconhecido como um defensor da paz, do diálogo e dos direitos humanos.

## Primeiros anos
Monsengwo Pasinya nasceu em Mongobele, Diocese de Inongo. Ele pertencia a uma das famílias reais de Basakata; seu segundo nome, Monsengwo, significa "sobrinho do chefe tradicional".
Fez seus primeiros estudos eclesiásticos no Seminário de Bokoro e os aprofundou no Seminário Maior de Kabwe, onde estudou Filosofia. Foi enviado a Roma para cursar a Pontifícia Universidade Urbaniana e o Pontifício Instituto Bíblico. Ele também estudou no Pontifício Instituto Bíblico em Jerusalém, onde foi premiado com um doutorado em estudos bíblicos. Ele é o primeiro africano a obter tal doutorado. Estudou lá com Carlo Maria Martini, SJ. que mais tarde se tornou um cardeal e arcebispo de Milão. Ele foi ordenado ao sacerdócio em 21 de dezembro de 1963 em Roma. Após sua ordenação, ele fez trabalho pastoral e serviu como membro do corpo docente da Faculdade Teológica de Kinshasa por vários anos. Foi secretário-geral da Conferência Episcopal Congolesa de 1976 a 1980.

## Episcopado
O Papa João Paulo II o nomeou Bispo Titular de Aquae Novae em Proconsulari e Bispo Auxiliar de Kisangani em 13 de fevereiro de 1980. Ele foi consagrado em 4 de maio de 1980 em Kinshasa pelo Papa João Paulo II, assistido por Agnelo Rossi, Cardeal Prefeito da Congregação para a Evangelização dos Povos e Joseph-Albert Malula, Arcebispo de Kinshasa. Ele serviu como presidente da Conferência Episcopal Congolesa em 1980 e novamente em 1992. Foi nomeado Arcebispo Metropolitano de Kisangani em 1 de setembro de 1988. Quando o ditador Mobutu Sese Seko perdendo o controle do poder em meados da década de 1990, o país precisava de alguém de integridade incontestável para arquitetar a transição. Monsengwo Pasinya foi nomeado presidente da Conferência Nacional Soberana em 1991, presidente do Conselho Superior da República em 1992 e presidente do Parlamento de Transição em 1994.
O Papa Bento XVI o transferiu para a sede metropolitana de Kinshasa em 6 de dezembro de 2007  após a morte do cardeal Frédéric Etsou-Nzabi-Bamungwabi em janeiro de 2007. Ele atuou como copresidente da Pax Christi International de 2007 a 2010.
Ele serviu por dois mandatos como chefe da Conferência Episcopal Congolesa e foi presidente do Simpósio das Conferências Episcopais da África e Madagascar (SECAM) de 1997 a 2003.
Ele participou do Sínodo dos Bispos em várias ocasiões. João Paulo o nomeou membro do Sínodo de 2001. O Papa Bento XVI o nomeou secretário especial do Sínodo dos Bispos realizado em outubro de 2008, e presidente- delegado do Sínodo de 2012. O Papa Francisco o nomeou delegado papal no Sínodo de 2015 sobre a família na Igreja e no mundo moderno.
Em outubro de 2009, dirigindo-se à Assembleia Especial do Sínodo dos Bispos para a África, disse:
A paz anda de mãos dadas com a justiça, a justiça com o direito, o bem com a verdade. Sem justiça, a paz social está mal colocada. Assim, é necessária a promoção do Estado de Direito, a qualquer preço, onde reine o primado da lei, nomeadamente do direito constitucional; os Estados de Direito onde o arbitrário e a subjetividade não criam o direito da selva; Estados de direito onde a soberania nacional é reconhecida e respeitada; Estados de Direito em que a cada um o seu devido seja equitativamente prestado. Sem verdade, é difícil garantir justiça e falar de direitos. A conseqüência disso é que direito e não direito têm igual liberdade da cidade; o que torna impossível uma ordem harmoniosa das coisas ou “tranquillitas ordinis”. “Na verdade há paz” (Bento XVI). É por isso que, ao buscar soluções pacíficas, todas as abordagens diplomáticas e políticas notáveis visam restabelecer a verdade, a justiça e a paz. Cristo é a nossa paz, Ele fez a paz, Ele proclamou a paz, para que todos os judeus e pagãos pudessem ser um só povo. Não deixando uns aos outros com os seus privilégios e direitos, mas abolindo a exclusão, derrubando o muro da separação cultural e social, destruindo o ódio que Ele crucificou na cruz com o seu corpo. Judeus e gentios não são mais estrangeiros ou estranhos, mas amigos íntimos, concidadãos dos santos, e cada um tem a mesma herança (Ef 3: 6) tendo pertencido no passado ao único Israel. Desta forma, Ele criou um novo homem, para reconciliá-los com Deus e dar-lhes acesso ao Pai por meio do Espírito. É acabar com todas essas barreiras, exclusão, leis discriminatórias na fé e na sociedade,
O Papa João Paulo II nomeou-o membro do Conselho Pontifício Justiça e Paz em 22 de abril de 2002. Em 20 de novembro de 2010, o Papa Bento XVI o nomeou cardeal-sacerdote de Santa Maria "Regina Pacis" em Ostia mare Em 11 de dezembro de 2010, Bento XVI nomeou-o membro da Congregação para a Educação Católica , em 29 de dezembro de 2010 do Pontifício Conselho Justiça e Paz , em 10 de dezembro de 2011 do Pontifício Conselho para a Cultura , em 29 de dezembro de 2011 do Conselho Pontifício para as Comunicações Sociais, e em 5 de março de 2012 da Congregação para a Evangelização dos Povos .
Em dezembro de 2011, Monsengwo Pasinya contradisse Kabila quando avaliou as eleições de 2011 no Congo, dizendo que os resultados "não estão de acordo com a verdade nem com a justiça".
Ele foi escolhido para pregar os exercícios espirituais da Quaresma ao Papa Bento XVI e à Cúria Romana em 2012.
Em 2013, Monsengwo Pasinya foi mencionado como um possível sucessor do Papa Bento XVI. Ele foi um dos cardeais eleitores que participaram do Conclave de 2013 que elegeu o Papa Francisco. Em 13 de abril de 2013, foi nomeado para o Conselho dos Cardeais, um grupo que o Papa Francisco criou um mês depois de sua eleição para aconselhá-lo e estudar um plano de revisão da Constituição Apostólica na Cúria Romana, Pastor Bonus.
Em janeiro de 2018, mesmo quando se aproximava da aposentadoria, ele continuou a protestar contra a violência de Kabila contra os manifestantes que pediam que ele cumprisse as restrições constitucionais em seu mandato.
O Papa Francisco aceitou sua renúncia como arcebispo de Kinshasa em 1 de novembro de 2018. Em 12 de dezembro de 2018, o Vaticano anunciou que Monsengwo Pasinya deixaria o Conselho de Cardeais também como parte de sua aposentadoria.
Ele morreu em 11 de julho de 2021 em Versalhes, França; ele havia chegado lá recentemente para atendimento médico.